# قواعد لغة
قواعد لغة وهو مجمع قوانین ومجمل ضوابط مستحكمة في اتخاذ أية لغة طبيعية وتناقلها؛ يتفرع منها علم الصرف والنحو والعروض والمعاني وغيرها۔

## تسمية
يسمى علم قواعد اللغة والأجرومية وعلم الصرف والنحو وصروف النحو وأصول النحو ويكنى أم العلوم. كما يطلق الغراماتيق أيضا على الكتاب الذي يدرس به هذا العلم اللغوي.

## وصلات خارجية
- وجيز في النحو والصرف والإملاء بمقدمة المحيط
- معنى علم النحو والصرف وفائدتهما وبعض كتبهما